# Имангулиев, Насир Асад оглы
Насир Асад оглы Имангулиев (азерб. Nəsir Əsəd oğlu İmanquliyev; 22 декабря 1911, Баку — 7 марта 1998, Баку) — азербайджанский журналист, учёный и общественный деятель.

## Биография
Насир Имангулиев родился 22 декабря 1911 года в Баку. В 1925 — 1926 годах учился в профессиональном училище. С 1934 года обучался в Нефтяном техникуме. 
Его первые статьи были опубликованы в периодической печати ещё в студенческие годы. Работал в редакциях газет «Коммунист», «Ени йол» и «Гяндж ишчи». Во время Второй мировой войны, в 1942 году, Насир Имангулиев был отправлен на Крымский фронт, где являлся исполнительным секретарем газеты «Сражающийся Крым», одновременно помогая как переводчик по военной части.
Спустя год, Насир Имангулиев был назначен исполнительным секретарем газеты «Коммунист». Его статьи, написанные в патриотическом духе публикуются в этой же газете. 
В 1950 году окончил филологический факультет.
В 1958 году Насир Имангулиев основал вечернюю газету «Бакы» («Баку») на азербайджанском языке. Первый номер газеты вышел в свет 10 января того же года. В 1963 году газета начинает свою деятельность также на русском языке. Насир Имангулиев являлся в течение многих лет главным редактором этой газеты. Газета «Баку» играла важнейшую роль в развитии азербайджанской прессы 1960—1970-х годов. 
Насир Имангулиев также в течение многих лет являлся педагогом, доцентом и профессором Бакинского государственного университета (БГУ). Педагогическую деятельность в БГУ он начал в 1947 году. С 1947 по 1998 год являлся преподавателем, доцентом, профессором кафедры теории и практики журналистики факультета журналистики БГУ. Активно участвовал в подготовке кадров юных журналистов и сделал большой вклад в эту работу.
Являлся начальником Главного управления радиофикации Министерства культуры Азербайджанской ССР и первым заместителем председателя Комитета по телерадиовещанию при Совете министров Азербайджанской ССР.
Скончался в 1998 году в городе Баку.

## Семья
Выдающийся ученый-востоковед Азербайджана Аида Имангулиева являлась единственной дочерью Насира Имангулиева (Аида Имангулиева является матерью Мехрибан Алиевой — первой леди Азербайджана).

## Награды
- Заслуженный деятель культуры Азербайджанской ССР (1976)
- Заслуженный журналист Азербайджанской ССР (1990)

Мемориальная доска на стене дома в Баку, в котором жил Насир Имангулиев

## Память
В 2011 году, по распоряжению Президента Азербайджанской Республики были проведены серии юбилейных мероприятий, посвященных 100 летию Насира Имангулиева. В мероприятиях участвовали журналисты, государственные и общественные деятели и также родные Насира Имангулиева.